# Rifugio Fratelli Grego
Das Rifugio Fratelli Grego (früher Rifugio Atillio Grego) ist eine Schutzhütte nördlich der Montasio-Gruppe (Julische Alpen) am Gebirgspass Sella di Somdogna auf 1395 m s.l.m. Höhe in der Gemeinde von Dogna (Region Friaul-Julisch Venetien). Die Schutzhütte wurde von der Sektion Triest des CAI in Stein- und Holzbauweise erstellt und nach den Gebrüdern Attilio, Ferruccio, Paolo und Remigio Grego Fratelli-Grego-Hütte benannt.

## Geschichte
Die Eröffnung der Hütte fand am 12. Juli 1927 statt. Sie wurde nach einem 1925 ums Leben gekommenen Sektionsmitglied Rifugio Atillio Grego benannt und entwickelte sich schnell zu einem Anziehungspunkt für viele Touristen und Alpinisten.
Schon nach kurzer Zeit erwies sie sich als zu klein; sie wurde renoviert und am 9. Juli 1933 neu eröffnet. Am ersten Juli 1956 wurde bei der Schutzhütte eine große, marmorne Gedenkplatte aufgestellt als Andenken an die im letzten Krieg verlorenen Schutzhütten der Sektionen von Fiume, Gorizia und Triest. 1966 erhielt die Hütte den heutigen Namen.

## Zugänge
- vom Sella di Sompdogna, 18 km lange Straße von Dogna zu Parkplatz, Gehzeit von dort: 10 Minuten
- von der Almhütte Saisera, Gehzeit: 1 Stunde

## Übergänge zu Nachbarhütten
- Luigi-Pellarini-Hütte
- Corsihütte

## Gipfelbesteigungen
- Jof di Miezegnot (2087 m), CAI-Pfad 609, Gehzeit: 2 Stunden
- Jof di Somdogna (1889 m), CAI-Pfad 652-610, Gehzeit: 1,5½ Stunden
- Montasch Jôf di Montasio (2754 m), über den Kugy-Horn-Weg, Abschnitt I, II und IV, Gehzeit: 6 Stunden
- Montasch Jôf di Montasio, über die Via Amalia
- Montasch Jôf di Montasio, über die „Kugy-Direkte“